# Clădirea fostei școli primare din Cetireni
Clădirea fostei școli primare din Cetireni este un monument de arhitectură de importanță națională, localizat în satul Cetireni, raionul Ungheni. Datează din anul 1913. Se află într-o stare de degradare avansată, întrucât îi lipsesc ușile și ferestrele.
Aici a învățat, apoi a și activat în calitate de profesor, Vasile Vasilache, scriitor moldovean.